# Wittlingen (powiat Lörrach)
Wittlingen – miejscowość i gmina w Niemczech, w kraju związkowym Badenia-Wirtembergia, w rejencji Fryburg, w regionie Hochrhein-Bodensee, w powiecie Lörrach, wchodzi w skład związku gmin Vorderes Kandertal. Leży nad rzeką Kander, ok. 5 km na północ od Lörrach